# Archibald Vivian Hill
Archibald Vivian Hill CH CBE FRS (Bristol, Anglaterra, 1886 - Cambridge, 1977) fou un fisiòleg i professor universitari anglès guardonat amb el Premi Nobel de Medicina o Fisiologia de l'any 1922.

## Biografia
Va néixer el 26 de setembre de 1886 a la ciutat de Bristol, població situada al comtat que duu el seu nom. Va estudiar medicina i matemàtiques al Trinity College de la Universitat de Cambridge, d'on posteriorment va ser professor entre 1910 i 1916, així com del King's College entre 1916 i 1925. El 1923 va succeir Ernest Starling a la càtedra Brackenbury de fisiologia de l'University College London de Londres, càrrec que va mantenir fins a la seva jubilació l'any 1951.
L'any 1918 fou nomenat Comandador de l'Orde de l'Imperi Britànic, i aquell mateix any fou nomenat membre de la Royal Society de Londres, esdevenint professor el 1926 i des de 1935 secretari d'aquesta. Entre 1940 i 1945 fou nomenat diputat independent al Parlament de Londres en representació de la Universitat de Cambridge. Morí el 3 de juny de 1977 a la seva residència de Cambridge.

## Recerca científica
Interessat en els processos de treball dels músculs va aclarir els processos pels quals el treball mecànic estigui produït en els músculs així com de la transformació de l'oxigen consumit per aquests en àcid làctic.
L'any 1922 fou guardonat, juntament amb els treballs paral·lels d'Otto Fritz Meyerhof, amb el Premi Nobel de Medicina o Fisiologia pels seus estudis sobre els músculs, especialment per la generació de calor i la relació entre el consum d'oxigen i la seva transformació en àcid làctic.
Durant la Segona Guerra Mundial va formar part d'una comissió científica assessora del govern, així des de 1935 va estar treballant amb Patrick Blackett i Henry Tizard en un comitè que va donar lloc al naixement del radar.

## Obra publicada
- 1926: Muscular Activity
- 1927: Muscular Movement in Man
- 1927: Living Machinery
- 1931: Adventures in Biophysics
- 1932: Chemical wave transmission in nerve
- 1960: The Ethical Dilemma of Science and Other Writings
- 1965: Traits and Trials in Physiology (memòries)
- 1970: First and last experiments in muscle mechanics